# Ficus eustephana
Ficus eustephana är en mullbärsväxtart som beskrevs av Friedrich Ludwig Diels. Ficus eustephana ingår i släktet fikonsläktet, och familjen mullbärsväxter. Inga underarter finns listade i Catalogue of Life.